# Garrett (Teksas)
Garrett – miasto w Stanach Zjednoczonych, w stanie Teksas, w hrabstwie Ellis.